# Samuel Aba
Samuel Aba (mađ. Aba Sámuel) (?, oko 1000. – ?, 5. srpnja 1044.), ugarski kralj od 1041. do smrti 1044. godine, iz mađarske velikaške obitelji Aba. Bio je rodbinski povezan s vladarskom dinastijom Arpadovića preko svog oca, koji je bio oženjen sestrom kralja Stjepana I. (997. – 1038.).
Obavljao je dužnost palatina za vladavine kralja Stjepana I., ali ga je 1038. godine novi kralj Petar Orseolo (1038. – 1041.) smjenio s te dužnosti. Godine 1041. mađarsko plemstvo je zbacilo s vlasti kralja Petra i postavilo Samuela za novog mađarskog kralja. Prema izvorima, Samuel Aba se više oslanjao na pučane u svojoj vladavini, zbog čega je izazvao revolt plemstva. To je pomoglo njegovu suparniku, svrgnutom kralju Petru, koji ga je pobjedio uz njemačku pomoć. Poslije poraza, Samuel je pobjegao, ali je uhvaćen i ubijen. Poslije njegove smrti, Petar je ponovno zavladao Ugarskom (do 1046. godine).
| Prethodnik:                   | ugarski kralj (1041. – 1044.) | Nasljednik:                   |
| Petar Orseolo (1038. – 1041.) | ugarski kralj (1041. – 1044.) | Petar Orseolo (1044. – 1046.) |